# Ipsos
Pour l’article homonyme, voir Ipsos (Phrygie).
Ipsos ([ip.sos]) est une entreprise de sondages française créée en 1975 par Didier Truchot, actuel président, et implantée dans 90 pays. Elle est dirigée par Ben Page, directeur général.

## Histoire

### Le développement en France
La société IPSOS a été créée en 1975 par Didier Truchot. Elle lance en 1977 le « Baromètre Affichage » (le premier post-test publicitaire d’Ipsos) puis en 1979 l'étude « France des cadres Actifs » (étude d’audience des médias sur cette cible).
En 1982  Jean-Marc Lech rejoint Ipsos qui s’engage dans la mesure de l’opinion publique.
De 1981 à 2007, Ipsos sera le prestataire attitré de la présidence de la République française. En raison de ce monopole qu'il exerçait de fait, Jean-Marc Lech se présente comme « le sondeur privé de MM. Mitterrand et Chirac ». Homme de gauche, il est proche de François Mitterrand dont il avance que personne avant lui n'avait utilisé les méthodes reposant sur l'analyse des études d'opinion de façon aussi systématique. Durant toutes les années 1980-1990, l'Ipsos travaille de concert avec Jacques Pilhan pour préparer les « plans de communication » de la présidence bloquant la publication de sondages « dont les résultats étaient navrants pour Fabius ». Pour la présidentielle de 1988, François Mitterrand va jusqu’à commander « un sondage par jour » à l’institut collaborant avec son équipe de campagne. Jean-Marc Lech rapporte dans ses Mémoires comment, payé avec l'argent des fonds secrets, il repartait de l'Élysée avec des valises de billets de banque.
Si en 1981, avant l'élection présidentielle, Jean-Marc Lech pronostique la victoire de François Mitterrand, en 1983, lors des élections municipales, le magazine Le Point annonce, sur la foi de sondages Ipsos, « une très bonne tenue de la gauche » qui se révèle être « une déroute historique ».
À la fin de 1989, Ipsos réalise un chiffre d’affaires de 100 millions de francs (15 millions d'euros).

### L'expansion en Europe et dans le monde
Le début des années 1990, marque le début de l’extension du groupe Ipsos en Europe, à la suite de l'arrivée de Carlos Harding en 1991.
En 1993, Insight entre dans le groupe Ipsos et enrichit l’offre grâce aux études qualitatives, et la société Ipsos Satisfaction de Clientèle (aujourd’hui Ipsos Loyalty) est créée.
Entre 1995, Ipsos se développe en Amérique latine et au Moyen-Orient, puis aux États-Unis en 1997.
En 1999, le groupe entre en bourse sur l'Eurolist de NYSE-Euronext Paris et se développe dans la zone Asie-Pacifique.
Entre 2000 et 2007, Ipsos accélère sa politique d’acquisition enforcement ainsi que le développement de sa présence géographique et de ses cinq spécialités dans toutes les régions du monde.
En 2007, Ipsos annonce des résultats exceptionnels pour le premier semestre de l’année et une croissance significative sur les 9 premiers mois de l’année. Le cours connaît sur le second semestre une baisse tendancielle. Le groupe acquiert la même année 2007  les sociétés KMG Research (Turquie) et ResearchPartner (Norvège).
En 2008, Ipsos Insight devient Ipsos Marketing.
Le groupe s'étend progressivement avec les acquisitions des sociétés Punto de Vista (en 2009, Chili), OTX (2010, États-Unis), Synovate (2011).
En novembre 2014, Ipsos crée la Fondation Ipsos.
Le 2 décembre 2014, à la suite du décès de Jean-Marc Lech, Didier Truchot devient président-directeur général du groupe Ipsos.
En 2024, la société affiche pour l'année 2023 l'effectif de 20 000 employés et les montants de 1983 millions d’euros de capitalisation, 2389,8 millions d’euros de chiffre d'affaires et un résultat net de 165,5 millions d’euros.

### La succession de Didier Truchot
En raison de son âge, Didier Truchot doit devenir président non exécutif du conseil d'administration. Nathalie Roos, membre du comité exécutif de L'Oréal, est d'abord pressentie en juillet 2021 pour prendre la direction générale de Ipsos. Toutefois, en raison de « profondes divergences » entre Nathalie Roos et Didier Truchot, le conseil d'administration annonce le 27 septembre 2021 la nomination à ce poste de Ben Page, patron de Ipsos MORI,,.

## Condamnation judiciaire
Ipsos a été condamné en 2022 à une amende d'un million d'euros pour des faits de favoritisme. Les faits ont eu lieu entre 2007 et 2009. L'enquête a porté sur plusieurs volets, et notamment sur des contrats passés sans appel d'offres entre l'Élysée et divers instituts de sondage. Ipsos, alors sous la direction de Pierre Giacometti, proche du président français de l'époque Nicolas Sarkozy, aurait facturé à l'Élysée un montant total d'1,5 million d'euros. Ce montant représentait 92 % du montant total des sondages commandés par l'Élysée sur cette période.

## Métiers
En 2024, Ipsos est la première société mondiale d’études de marché. Elle s'est construite autour d'un positionnement de multi-spécialiste :
- Études sur les médias et l'expression des marques (Ipsos Connect)
- Recherche marketing (Ipsos Marketing)
- Études pour le management de la relation clients / employés (Ipsos Loyalty)
- Opinion et recherche sociale, recueil et traitement des données sur mobile, internet, face à face (Operations).

## Données boursières
Au 29 avril 2019.
| Nom                                 | %      |
| Didier Michel Truchot               | 10,5 % |
| Schroder Investment Management.     | 5,02 % |
| Sofina.                             | 4,34 % |
| DNCA Finance.                       | 3,95 % |
| Lazard Frères Gestion.              | 3,92 % |
| Fidelity (Canada) Asset Management. | 3,58 % |
| Polaris Capital Management.         | 3,37 % |
| Norges Bank Investment Management   | 3,11 % |
| Ipsos (auto détention)              | 3,04 % |
| JPMorgan Asset Management.          | 2,83 % |